# (1068) Nofretete
(1068) Nofretete ist ein Asteroid des Hauptgürtels, der am 13. September 1926 vom belgischen Astronomen Eugène Joseph Delporte an der Königlichen Sternwarte in Ukkel entdeckt wurde.
Der Name des Asteroiden ist abgeleitet von Nofretete, der Gattin des ägyptischen Pharao Echnaton.